# Wolfsgier
Wolfsgier ist ein 2009 erschienener Roman der deutschen Autorin Brigitte Melzer.

## Handlung
Die Geschichte spielt in Cranmoor-Südengland im August 1886.
Die junge Millie Harrisson rennt in panischer Angst durch den Wald, verfolgt von den eigenen Dorfbewohnern. Sie wurde auserwählt, das nächste Opfer der seit 25 Jahren gefürchteten, reißenden Bestie zu sein. Doch Millie will nicht das nächste Opfer einer langen Kette werden und stürzt sich in den Tod.
Zur gleichen Zeit in London träumt die junge Emma immer wieder von einer reißenden Bestie. Als sie ihrer Tante davon erzählt, steckt diese sie in das Bethlem Royal Hospital, eine Nervenheilanstalt am Rande Londons, wo Ärzte versuchen sie mit Morphium ruhigzustellen, doch das treibt sie immer weiter in das Albtraumreich. Es gelingt ihr in einem unbeobachteten Moment zu fliehen. Da sie weiß, dass die Albträume mit ihrer Vergangenheit zu tun haben, reist sie in ihre Heimat Cranmoor.
Doch dort geschehen seltsame Dinge, Menschen verschwinden, und keiner ist wirklich über ihre Rückkehr erfreut, noch nicht einmal ihr eigener Vater. Die Dorfältesten haben Emma bereits als Nachfolgerin von Millie Harrisson auserkoren. Sie soll das nächste Opfer der Bestie werden. Ihre Tante hat indes einen Ermittler losgeschickt, der Emma zurück nach London bringen soll. Preston Styles beobachtet, wie Männer eines Nachts die junge Emma entführen, kurz danach wird er selbst niedergeschlagen.
Emma erwacht gefesselt in einem Boot. Als sie kurz darauf an der Küste einer Insel im Nebelsee kentert, erblickt sie die Bestie. Doch dann versinkt sie und wäre beinahe ertrunken. Ein Fremder rettet sie aus dem Wasser. Was sie noch nicht weiß, dieser Fremde ist ihr ehemaliger Geliebter Gabriel, und er ist die Bestie. Als ihr klar wird, dass Gabriel die Bestie ist, beschuldigt sie ihn, der Mörder ihrer Mutter zu sein, denn diese wurde von der Bestie getötet.
Kurze Zeit später wird Emma von einer Bestie angegriffen, doch es handelt sich nicht um Gabriel, sondern um seinen Vater, wie sich später klärt.
Später erfahren Gabriel, Emma und Styles den Ursprung der Bestie. Es war der Gott Naram Sin, mit dem Gabriels Vater einen Pakt geschlossen hat. Gabriel tötet seinen Vater, und als Emma, Gabriel und Styles den anderen Dorfbewohnern begegnen, versucht Gabriel zu fliehen, denn die anderen wissen, dass er die Bestie ist, allerdings nicht, dass sein Vater 25 Jahre lang Menschenopfer gefordert hat. Styles zieht seinen Revolver, legt seine Glückspatrone ein, schießt auf den fliehenden Gabriel und trifft. Emma trauert und schließt einen Pakt mit Naram Sin. Er hat ihr angeboten, das alles rückgängig zu machen.
Der Epilog beginnt dann mit einer Szene in der Nervenheilanstalt. Es ist alles so, als wäre das alles nie passiert, bis auf eine Kleinigkeit.
Der Epilog wechselt zu Styles Anfangsszene im Lokal. Dort wird klar, dass seine Glückspatrone eine Platzpatrone ist.